# قناة E!
E! أو إي تلفزيون الترفيه (بالإنجليزية: Entertainment Television)‏ هي شبكة تلفزيون كبلي وعبر الأقمار الصناعية، ترفيهية أمريكية تبث عبر الكيبل داخل الولايات المتحدة وعبر الأقمار الصناعية حول العالم. صارت منذ نوفمبر 2006 مملوكة بالكامل من قبل شركة كومكاست "Comcast" أكبر شركة لخدمات البث عبر الكيبل في الولايات المتحدة وثاني مزود لخدمة الإنترنت في أمريكا.

## تاريخ
انطلاقة إي كانت من قبل آلان مروفكا ولاري نامر في 31 يوليو 1987 تحت اسم Movietime وهي خدمة منخفضة الكلفة والميزانية كانت تبث الكليبات الدعائية للأفلام الصادرة وقتها، أخبار فنية، تغطية للأحداث، إضافة لمقابلات تلفزيونية. كان من المقدمين التلفزيونيين الأوائل لموفي تايم غريغ كينيار باولا عبدول، كيتي واغنر وريتشارد بليد. بعد ثلاث سنوات وفي يونيو 1990 تم إعادة تسمية موفي تايم "Movietime" إلى E! "Entertainment Television".
في توسيع لتغطيتها حول الأخبار الفنية وأنباء المشاهير صارت تشمل أفلام السينما المعاصرة، برامج وجوائز مسلسلات التلفزيون والجوائز الموسيقية، أخبار وشائعات هوليوود اليومية إضافة للموضة.
في 2006 قامت كومكاست بشراء حصة شركة والت ديزني في إي والتي كانت تبلغ 39.5 % من إي مقابل 1.23 مليار دولار أمريكي، لتضمن كومكاست الملكية الكاملة للشبكة التي ضمت قناتي إي وستايل نيتوورك.
لدى إي نسبة مشاهدة داخل الولايات المتحدة عبر الكيبل والساتلايت تصل إلى 88 مليون مشاهد، إضافة لنحو 600 مليون منزل حول العالم. الشبكات الشقيقة لإي هي شبكة ستايل نيتوورك وقناة جي 4 إضافة لقنوات شركة كومكاست قناتي فيرسوس وقناة الغولف.

## محاكمة مايكل جاكسون
قامت إي باذاعة محاكمة مايكل جاكسون في 2005 رغم عدم السماح بتواجد الكاميرات في قاعة المحكمة. واستخدمت إي محاضر الجلسات إضافة لاستعانتها بممثلين لاعادة وقائع جلسات المحاكمة. كما سبق لإي تغطية وقائع محاكمة أو جاي سيمبسون.

## دوليًا
إي منحت ترخيصا باستعمال اسمها وبرامجها في شبكات الدفع المسبق في كل دولة في العالم تقريبا، وهذا يشمل الترخيص الذي تبث بموجبه الشبكات الدولية من هولندا إلى أنحاء أوروبا كما تتضمن القنوات في شبكات في الأرجنتين، البرازيل وباقي أمريكا اللاتينية.
في كندا قامت قناة محلية هي ستار! "Star!" لديها نفس النشاطات الموجود بإي بشراء حقوق بث برامج إي في كندا عندما انطلقت تلك القناة في 1999. عندما انتهت مدة العقد في سبتمبر 2007، قامت إي بمنح الترخيص لمجموعة كانويست Canwest وهي أكبر مجموعة إعلامية في كندا والتي أطلقت النسخة الكندية من قناة إي أو «إي كندا».
كما أن شبكة إي تبث في منطقة الشرق الأوسط عبر شبكة OSN حيث تبث عبرها قناة إي وقناة ستايل نيتوورك ببعض البرامج المترجمة إلى اللغة العربية.